# Herbie - Il super Maggiolino
Herbie - Il super Maggiolino (Herbie: Fully Loaded) è un film del 2005 diretto da Angela Robinson.
È una commedia fantastica, sesto episodio della serie cinematografica Disney di successo con protagonista Herbie il Maggiolino che ha avuto inizio con Un Maggiolino tutto matto (1968).
Si tratta dell'ultima apparizione del personaggio di Herbie sul grande schermo.

## Trama
Herbie è un Maggiolino del 1963 che negli anni passati ha collezionato innumerevoli vittorie. Dopo una serie di sconfitte, però, viene dimenticato da tutti e finisce in un'impresa di autodemolizioni. Nel frattempo, Maggie Peyton, nipote, figlia e sorella di tre piloti della Nextel Cup, si è laureata e a breve si trasferirà a New York con la sua amica Charisma; come regalo di laurea, il padre decide di portarla a comprare una macchina usata, proprio nello sfasciacarrozze dove è stato portato Herbie. Maggie nota due fantastiche auto: la prima è la replica di una stock car d'epoca, la seconda è una Nissan, che però viene distrutta da Herbie. Maggie decide di comprare il Maggiolino, il quale, una volta riparato, prende vita e la porta dal suo amico Kevin, proprietario delle Officine Meccaniche Kevin; il ragazzo decide di rimettere a nuovo Herbie, ma questi prende il controllo della situazione e obbliga Maggie a sfidare il tre volte campione della Nextel Cup, Trip Murphy. Dopo una breve gara, lo batte sonoramente; desideroso di rivalsa, Trip, con il suo aiutante Crash e suo fratello Larry, organizza una Due giorni automobilistica in cui 200 auto si sfideranno in 199 gare; Herbie le vince tutte, mentre Maggie, per non farsi scoprire dal padre, che non vuole farla correre per paura di perderla, decide di correre sotto lo pseudonimo di Maxx. La sera prima dell'ultima gara, però, Maggie prova la Chevrolet Monte Carlo da Nascar di Trip Murphy, e i due decidono che il vincitore avrebbe avuto la macchina dell'altro.
Herbie però sente tutto e, offeso, il giorno dopo perde di proposito per punire Maggie; quest'ultima viene anche obbligata a rivelare la sua identità, con grande delusione del padre. Come da accordo, Trip entra in possesso di Herbie, e lo porta in un'arena da demolition derby; Maggie e l'amica Charisma però intervengono e, dopo aver distrutto le altre auto e sconfitto un enorme monster truck, salvano il Maggiolino, che però è in condizioni pietose.
Nel frattempo, Ray Jr. si è qualificato per la gara di Nextel Cup, ma al termine della manche, a causa di un'errata manovra, va a sbattere violentemente contro una barriera, danneggiandosi seriamente l'occhio sinistro. Impossibilitato nel partecipare alla gara, propone di far correre Maggie al suo posto, ma il padre non vuole sentire ragioni. La sera stessa Ray Jr. disobbedisce al padre, recandosi all'officina di Kevin assieme alla sua squadra per rimettere in sesto Herbie e farlo correre con Maggie. Dopo un'estenuante gara, Ray Sr. scopre in televisione che la figlia sta correndo e si reca di persona ai box per incoraggiarla, mentre Trip, avendo scoperto che Herbie è ancora vivo, cerca di stritolarlo contro il muro, deciso a distruggerlo in pista, ma il Maggiolino frena evitandolo e Trip, finendo contro la barriera, si ribalta e provoca un incidente. Con un'abile manovra, Herbie riesce a schivarlo e vince, mentre Trip viene portato via dall'ambulanza.
Nel finale, si vedono Herbie e il New Beetle di Sally (sponsor della scuderia Peyton) che escono assieme per una serata "romantica".

## Distribuzione
Il film è uscito nelle sale statunitensi il 22 giugno 2005 e in Italia il 26 agosto dello stesso anno.

## Curiosità
- Per interpretare al meglio il ruolo, la troupe di attori impegnata nel film seguì alcune gare del campionato NASCAR nell'agosto 2005.
- Nel film compaiono diversi piloti NASCAR nel ruolo di sé stessi, tra i quali Jeff Gordon e Jimmie Johnson.
- Nella scena iniziale del film vengono mostrate diverse immagini dei quattro precedenti film della serie di Herbie.
- Per il film sono state utilizzate delle auto completamente computerizzate, per rendere al meglio l'espressività di Herbie.
- È la seconda volta che il personaggio di Herbie si innamora: era già successo in Herbie al rally di Montecarlo.
- Inizialmente si pensò di offrire un breve ruolo a Dean Jones, già interprete di Jim Douglas nei precedenti capitoli, ma non si riuscì a trovare un accordo.
- Maggie offre 75 dollari per l'acquisto di Herbie, la medesima cifra che Jim Douglas poteva spendere nel primo film di Herbie, Un Maggiolino tutto matto.

## Colonna sonora
La colonna sonora del film include anche una canzone dal primo album dell'attrice protagonista Lindsay Lohan, Speak, multiplatino negli Stati Uniti e nel mondo. La canzone, intitolata First, è stata inserita nei titoli di coda.
Nel film è anche presente la colonna sonora originale del primo film.

## Riconoscimenti
- 2009 - Razzie Awards
  - Nomination Peggior attrice del decennio a Lindsay Lohan
- 2006 - BMI Film & TV Award
  - Miglior colonna sonora a Mark Mothersbaurgh
- 2005 - Teen Choice Awards
  - Nomination Miglior film estivo
  - Nomination Miglior attrice in un film commedia a Lindsay Lohan
- 2006 - Nickelodeon Kids' Choice Awards
  - Miglior attrice a Lindsay Lohan
  - Nomination Miglior film
- 2006 - Kids' Choice Awards Australia
  - Nomination Miglior attrice a Lindsay Lohan
- 2005 - Stinkers Bad Movie Awards
  - Nomination Migliori effetti speciali

## Altri media
Nel 2005 venne rilasciato il videogioco Herbie fully loaded per Gameboy Advance.